# PZL M28

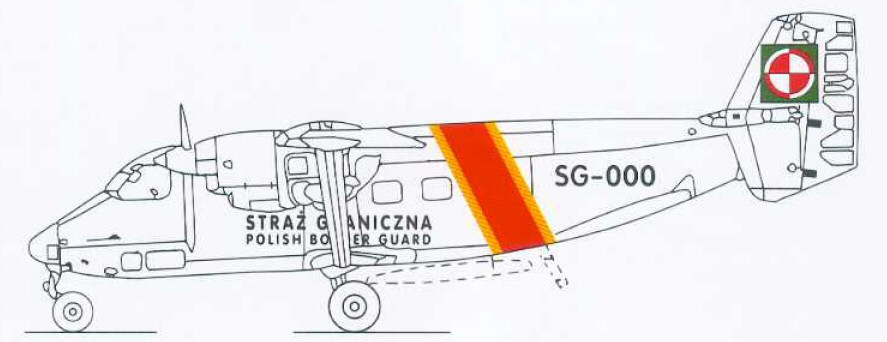
PZL M28B Bryza

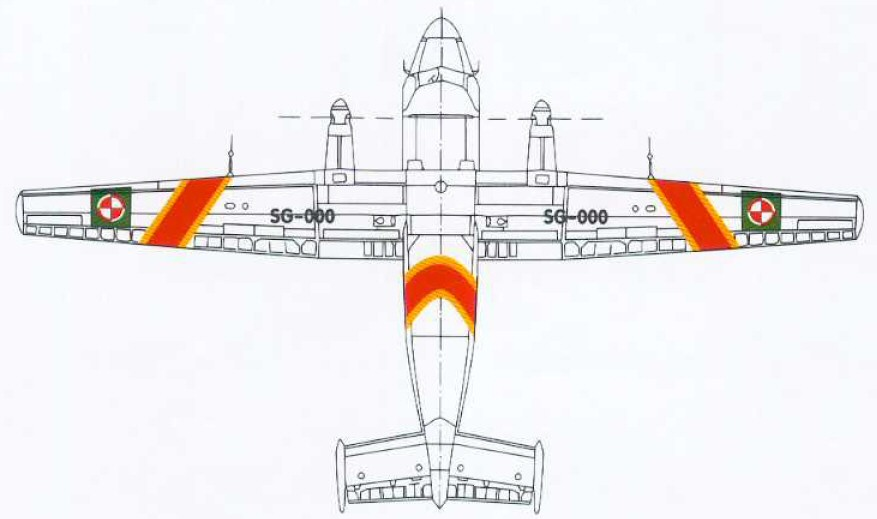
PZL M28B Bryza

O PZL M28 Skytruck é uma aeronave STOL polonesa para transporte de passageiros ou carga leve, produzido pela PZL Mielec, como um desenvolvimento da aeronave em construção sob licença, Antonov An-28. Os aviões mais antigos, produzidos sob licença foram designados PZL An-28. A versão de patrulha marítima e reconhecimento foram nomeadas de PZL M28B Bryza ("brisa do mar").

## Projeto e desenvolvimento

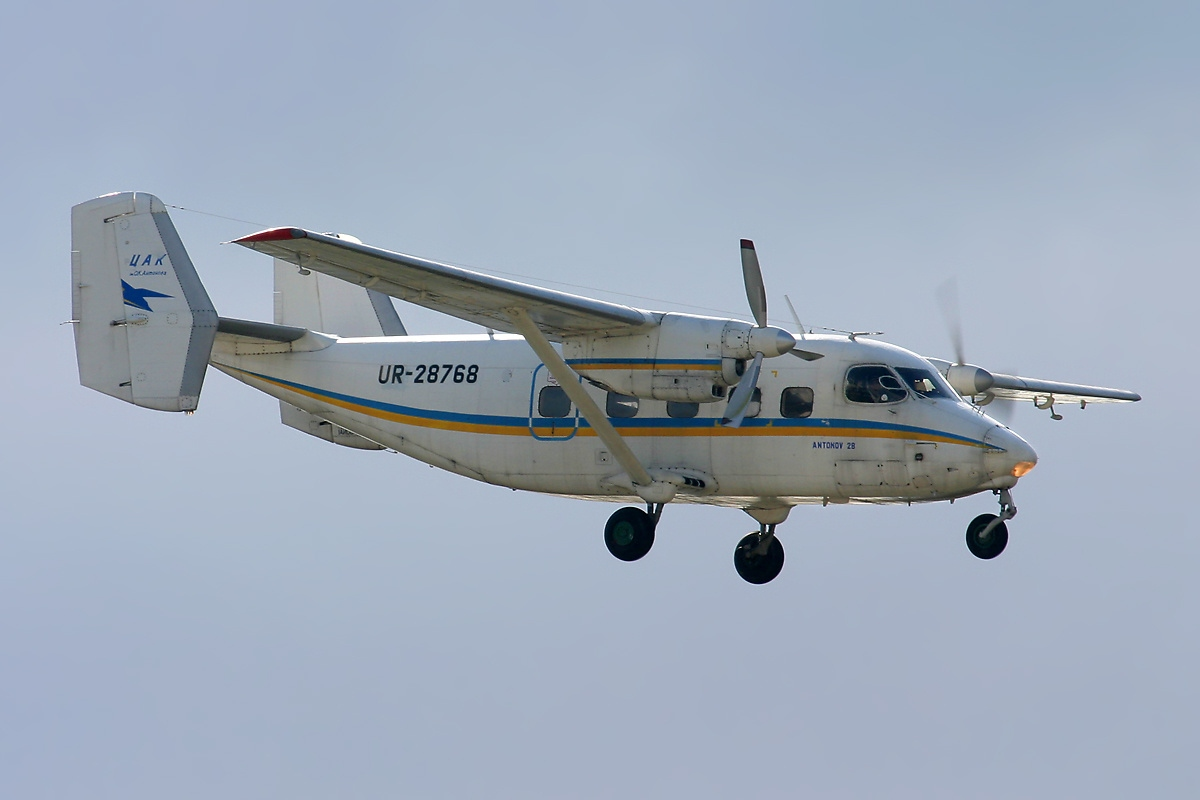
O Antonov An-28 voou pela primeira vez em 1969; é produzido pela PZL Mielec como M28 desde 1984

O Antonov An-28 foi vencedor de uma competição contra o Beriev Be-30 para uma nova aeronave utilitária leve para transporte de passageiros nas rotas curtas da Aeroflot, concebido para substituir o bem-sucedido biplano An-2. O An-28 é derivado do antigo An-14. Em comum com o An-14 inclui o perfil de asa alta, estabilizador vertical e lemes duplos, mas difere ao ter uma nova e maior fuselagem, além de motores turboélice. Os motores utilizados originalmente era o TVD-850, mas as versões de produção foram motorizadas pelo mais potente TVD-10B, com hélices de três pás.
O An-28 fez seu primeiro voo como An-14M em Setembro de 1969 na Ucrânia. Uma aeronave de pré-produção voou pela primeira vez em Abril de 1975. A produção do An-28 foi então transferida para a polonesa PZL Mielec em 1978, apesar de o primeiro voo da aeronave polonesa ter ocorrido apenas dia 22 de Julho de 1984. O certificado tipo soviético do An-28 foi efetivado em Abril de 1986.
A PZL Mielec se tornou a única fonte de produção dos An-28. A versão básica, não diferindo em nada da soviética, foi designada PZL An-28 e era motorizada com motores PZL-10S (construção sob licença do TVD-10B). Eram construídos principalmente para a USSR, até sua queda. O avião foi então desenvolvido pela PZL Mielec em uma versão para os clientes ocidentais, utilizando agora motores de 820 kW (1100shp) Pratt & Whitney PT6A-65B turboélice com hélices Hartzell de cinco pás, além de alguns aviônicos da BendixKing (uma característica marcante foi a instalação dos canos de escape, ficando expostos na nacele do motor). Com o nome PZL M28 Skytruck, voou pela primeira vez em 24 de Julho de 1993 e está em produção limitada, a maior parte para exportação (39 produzidos até 2006). A aeronave recebeu certificação Polonesa em Março de 1996, e certificação americana FAR Part 23 em 19 de Março de 2004.
Além do Skytruck, a PZL Mielec desenvolveu uma família de aviões militares para transporte leve e reconhecimento marítimo para a Força Aérea Polaca e Marinha Polaca nos anos 1990, com os motores originais PZL-10S, nomeados PZL M28B na Força Aérea, e  Bryza na Marinha. Desde 2000, os M28B produzidos também começaram a ser equipados com hélices de cinco pás.

## Descrição

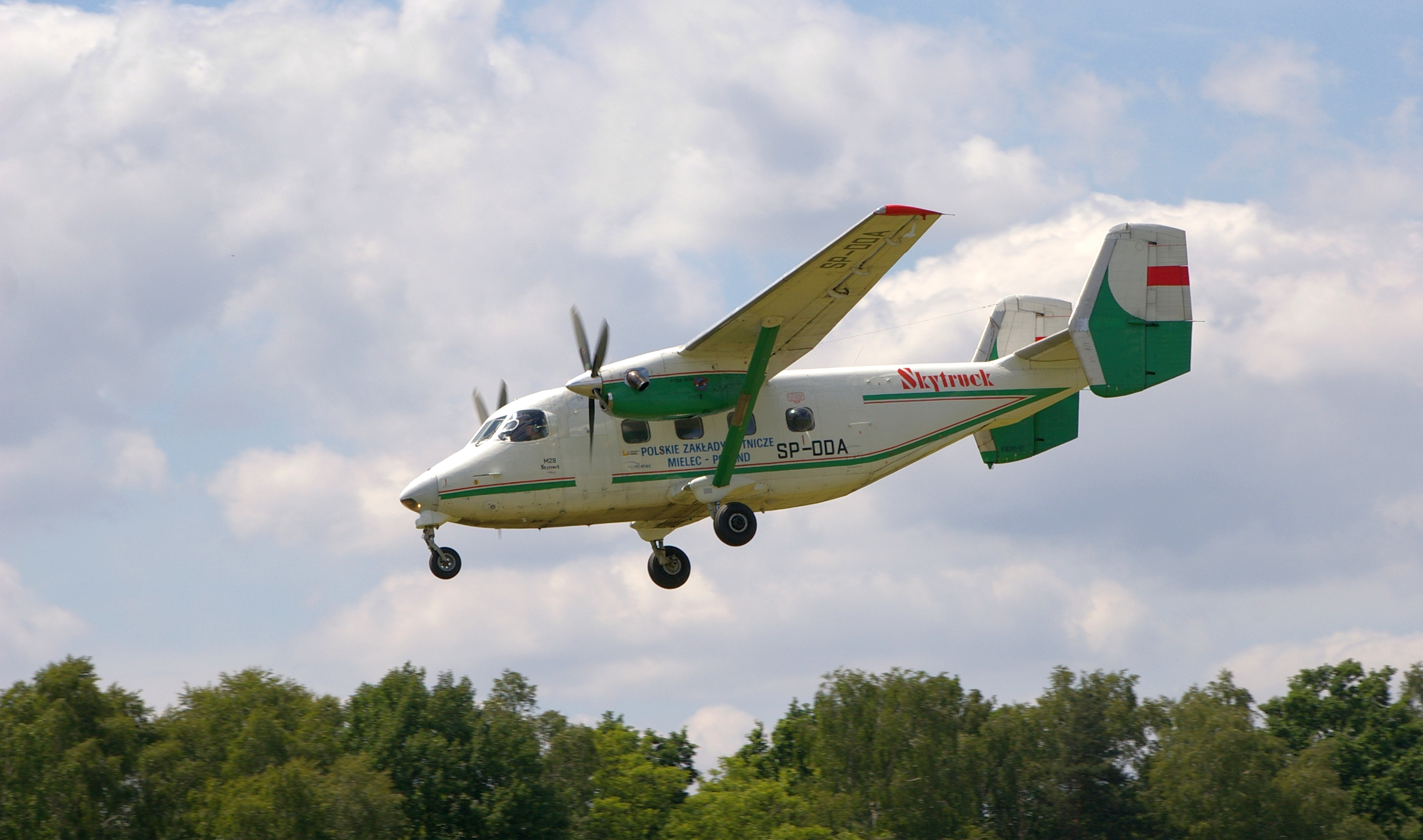
PZL M28 Skytruck

É uma aeronave bimotora de asa alta semi-monocoque monoplano de estrutura de metal, com dois estabilizadores verticais e um trem de pouso triciclo não-retrátil robusto, possuindo um trem de pouso do nariz manobrável para operar em pistas curtas e não-preparadas onde condições de temperatura e altitude elevadas possam existir.
- Capacidade de decolagens e pousos curtos (STOL)
- Excelente controlabilidade de voo em baixas velocidades
- Versatilidade de missões, alta capacidade de carga utilizável
- Capacidade de operações em pistas não pavimentadas
- Acesso fácil pela porta traseira de carga, montada com um macaco para embarque de cargas e realocação na cabine
- Arranjo de asas altas para proteção dos motores e hélices contra danos quando operando em pistas não pavimentadas
- Fácil e rápida conversão da configuração da cabine
- Baixo custo operacional
- Motores PT6 em configuração invertida para proteção eficiente contra ingestão de objetos estranhos devido aos separadores inerciais instalados nos dutos da entrada de ar

Apesar do design convencional, uma característica notável do An-28 é que a aeronave não entrava em estol, devido aos slats automáticos. Uma falha no motor que normalmente induziria a asa cair 30° é combatido por um spoiler automático na frente do aileron que abre na asa oposta, restringindo a queda da asa em 12° em cinco segundos.